# Nydia Reynal
Nydia Reynal o Nidia Reynal fue una legendaria actriz de radio argentina.

## Carrera
Nacida para la radio, Nydia Reynal, fue una primera actriz radioteatral que incursionó extensamente en la  era de oro de la radiofonía  argentina. Generalmente se lució con primeras figuras del ambiente artístico como  Ricardo Lavié, Silvio Spaventa, Susy Kent, Nathán Pinzón, Celia Juárez, Eduardo Rudy, Iris Láinez, Amalia Sánchez Ariño, Susy Kent y Olga Orozco (tiempo después una importante poeta), entre otros. Hizo una compañía con el primer actor Héctor Coire, que perduró varios años en el Radioteatro Naftol.
Iniciada profesionalmente en la década de 1940, integró el elenco de Nené Cascallar, que actuaba por la noche junto a Oscar Casco, Hilda Bernard, Aurora del Mar y Sergio Malbrán y el de la tarde con Aurora del Mar y Héctor Coire. Se destacó en Radio Splendid, Radio El Mundo y Radio Belgrano. Los radioteatros que realizó junto a Bernard, Lavié y Casco fueron la sensación radial durante las décadas del '50 y del '60.
En 1965 recibió el segundo Premio Medalla de Plata a la mejor interpretación radial otorgado por Artes y letras argentinas.
En 1975 dirigió el monólogo Ensayo para una soledad de Victoria Adrián, estrenada por el grupo T.E.B Teatro Experimental de Belgrano.

## Televisión
- 1960: Las sombras. Autores Raúl Rosales (Raúl Gaynal) y Alejandro Doria, dir. Nicolás Del Boca. Con María Rosa Gallo, Milagros de la Vega, María Elena Sagrera, Inés Moreno y Lita Soriano.[3]

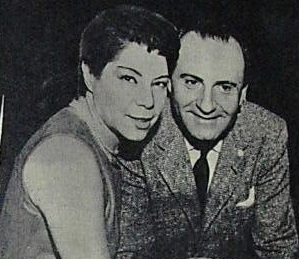
Nydia Reynal y Bordignón Olarra en una emisión por Radio Splendid.

## Radioteatros
- La enemiga ausente.
- Mi esposa se quiere casar.
- Los fugitivos.
- Nosotras las mujeres.
- El trebol de oro
- Llamando a las mujeres
- Mamá y yo
- Estrellas sin cielo.
- Aprendiendo a vivir
- Mi novio y yo...no estamos de novios!
- El audaz: Un cuento de amor
- 1954: Revista para la mujer.[4]
- 1960: Diario de una enamorada.
- 1979: La paz en su hogar.[5]